# Stela Furcovici
Stela Furcovici (n. 17 ianuarie 1954, Turda, Cluj, România – d. 30 noiembrie 2000, Turda, Cluj, România) a fost o actriță română, cunoscută pentru rolul Ecaterinei Teodoroiu din filmul cu același nume, în regia lui Dinu Cocea.

## Biografie
După ce a absolvit Liceul Mihai Viteazul din Turda, Stela Furcovici a intrat la Institutul de Artă  Teatrală și Cinematografică din București, unde a fost repartizată la clasa profesorului Dem Rădulescu. După primul an de studenție, Stela a fost exmatriculată din facultate din cauza absențelor de la pregătirea militară.
S-a întors la Turda și a debutat pe scena teatrului din localitate, în rolul Caterina, din piesa Citadela sfărâmată de Horia Lovinescu. Din 1974 până în 1989, Stela Furcovici a fost distribuită în 21 de premiere la Teatrul de Stat din Turda. A mai jucat pe scenele teatrelor din Baia Mare și din Sibiu.
Pentru rolul Ecaterinei Teodoroiu, Stela Furcovici a fost selectată din circa 200 de actrițe, printre care Aimee Iacobescu, Violeta Andrei ori Irina Petrescu. În film, Stela a jucat alături de Ion Caramitru, Ilarion Ciobanu, Amza Pellea, Mihai Mereuță, Florina Cercel și alți actori de prim rang ai cinematografiei românești.

## Decesul
Pe 30 noiembrie 2000, actrița a fost implicată într-un accident de circulație pe una din străzile orașului Turda. A încercat să traverseze neregulamentar și s-a lovit de partea dreaptă a unui autoturism Dacia 1300, în zona montantului A. A căzut la pământ și a suferit o fractură craniană. Accidentul a fost în jurul orei 19.00, ora decesului fiind în jurul orei 23.00 la spitalul municipal Turda. Este înmormântată la Cimitirul Ortodox Turda Veche.

## Filmografie
- Ecaterina Teodoroiu (1978)
- Iancu Jianu zapciul (1981)
- Iancu Jianu haiducul (1981)

## Legături externe
- Profilul pe IMDB
- Profilul pe Cinemarx Arhivat în 5 mai 2018, la Wayback Machine.